# Orekhovo-Zuyevo
Orekhovo-Zuyevo (tiếng Nga: Орехово-Зуево) là một thành phố công nghiệp Nga, cự ly 85 km về phía đông Moskva. Thành phố nằm bên sông Klyazma, một nhánh sông Oka. Thành phố này thuộc chủ thể Moskva Oblast. Thành phố được lập năm 1917 khi ba làng (Orekhovo, Zuyevo, và Nikolskoye) được hợp nhất, và lấy tên theo các làng. Thành phố có dân số 122.248 người (theo điều tra dân số năm 2002). Đây là thành phố lớn thứ 134 của Nga theo dân số năm 2002. Dân số qua các năm: 120,620 (Điều tra dân số 2010); 122,248 (Điều tra dân số 2002); 137,198 (Điều tra dân số năm 1989).